# Conquista (Córdoba)
Conquista ist eine spanische Gemeinde in der Provinz Córdoba in Andalusien. Sie gehört zur Comarca de Los Pedroches und ist 96 km von Córdoba entfernt.

## Name
Der Name Conquista entstammt dem Lateinischen. Das Partizip conquissitum hat die Bedeutung „etwas mit Waffen einnehmen“.

## Geographie
Conquista liegt im Norden von Los Pedroches. Nach Norden und Osten bildet der Rio Guadalmez die Grenze zu Kastilien-La Mancha. Der Arroyo de la Fontona durchquert von Westen nach Osten das Dorf und vereinigt sich kurz nach dem Ortsausgang mit dem Arroyo Grande, der von Süden her kommt, und ca. 3 km weit nach Norden fließt, bevor er in den Rio Guadalmez mündet ⊙. Der Ort ist umgeben von lichten Dehesas, auf denen die Iberischen Schweine gemästet werden.

## Bevölkerungsentwicklung
Conquista wurde Ende des 16. Jahrhunderts an einer wichtigen Handelsroute (Camino de la Plata) zwischen Córdoba, der Meseta und Madrid gegründet. Es ist ein kleines Dorf. Wie in anderen Gebieten sind die Bevölkerungszahlen rückläufig. Im Jahre 2024 lebten 373 Einwohner im Dorf.

## Patrimonio artístico y monumental
Im Zentralkatalog des Patrimonio Histórico Andaluz sind sieben Gebäude verzeichnet: La Ventilla (Las Viñas), Las Parras I, Las Parras II, Los Prados I, Los Prados II, Peñascal del Sebo. Sie zeichnen sich durch Granit-Portale aus. Das moderne Kloster Yacimiento Ermita de San Gregorio liegt in 3 km Entfernung in Nava Grande.
Die Pfarrkirche Parroquia de Santa Ana wurde 1960 an der Stelle eines Vorgängerbaus aus dem 16. Jahrhundert neu errichtet. In das moderne Gebäude hat es ein interessantes barockes Altarretabel aus der Kirche San Basilio in Córdoba verschlagen.

## Kultur
Verschiedene Feste werden im Ort regelmäßig gefeiert: Das Fest des Heiligen Gregor (San Gregorio) findet am Sonntag der dem 9. Mai nahe ist im nahegelegenen Kloster statt. Das Hauptfest ist die Feria de Santa Ana vom 26. bis 29. Juli. Und es gibt eine Fiesta del Emigrante im August.

## Natur
Die offenen Weiden und die vielen kleineren Flüsse bieten zusammen mit dem Rio Guadalmez einen wichtigen Lebensraum für Wildtiere; vor allem Enten. An den Wasserläufen kommen auch Nutria vor.